# 柳庄 (南陈)
柳莊（?—?），河東郡解县（今山西运城永济东）人，中国南北朝南陈、隋朝政治人物，曾祖柳世隆，南齐侍中、司空、尚书令、贞阳忠武公。陈宣帝皇后柳敬言从祖弟。
柳莊清警有鉴识，陈宣帝太建末年，为太子洗马，掌管东宫管记。陈后主即位，担任散骑常侍、卫尉卿。祯明元年（583年），转任右卫将军，兼中书舍人，领雍州大中正。后主的舅舅柳盼死后，柳太后的宗属中柳庄为近，兼素有名望，于是深受恩遇。升任度支尚书。陈朝灭亡入隋朝，担任岐州司马。